# 童惠珍
童惠珍（英語：Hui-Chen Tung，1965年6月16日—），現任華僑救國聯合總會理事長，生於臺灣臺北市，曾任紐約臺灣同鄉聯誼會會長、中華民國僑務委員、中華民國立法委員、中國國民黨中央常務委員會委員等。

## 生平
2018年12月25日，徐榛蔚因就任花蓮縣縣長而辭去立委，童惠珍遂得以於隔年遞補全國不分區立委，完成立委任期至2020年1月31日。